# Susanne Bierová
Susanne Bierová (nepřech. Bier, * 15. dubna 1960, Kodaň) je dánská filmová režisérka židovského původu. Je nositelkou Oscara z roku 2011.

## Život a tvorba
Vystudovala umění na Becalelově akademii umění a designu v Jeruzalémě, architekturu na Architectural Association v Londýně a film na národní filmové škole v Kodani (Den Danske Filmskole), kde absolvovala roku 1987.
Průlomovým filmem byla pro ni romantická komedie Ten jediný (Den eneste ene) z roku 1999. Získala za něj dánskou filmovou cenu Bodil. Další cena Bodil přišla za snímek Otevřená srdce (Elsker dig for evigt) v roce 2002, který byl natočen podle zásad hnutí Dogme 95, a na němž spolupracovala se scenáristou a režisérem Andersem Thomasem Jensenem. Film Po svatbě (2006) byl nominován na Oscara za nejlepší neanglicky mluvený film.
Poté začaly přicházet nabídky z Hollywoodu, kde natočila snímek Spálené vzpomínky (Things We Lost in the Fire), s Benicio del Torem a Halle Berryovou v hlavních rolích. Nezaznamenal však velký úspěch, a tak se režisérka vrátila do Dánska a k temným severským dramatům. Snímek Lepší svět (Hævnen) zaznamenal obrovský ohlas, získal Zlatý glóbus za nejlepší neanglicky mluvený snímek, vzápětí ve stejné kategorii získal Oscara a režisérka pak získala Evropskou filmovou cenu za režii.
V roce 2013 byla členkou poroty na 63. Berlínském filmovém festivalu.

## Filmografie

### Film
| Rok  | Název                     | Uvedena jako | Uvedena jako | Uvedena jako | Poznámky                                 |
| Rok  | Název                     | Režisérka    | Scenáristka  | Producentka  | Poznámky                                 |
| ---- | ------------------------- | ------------ | ------------ | ------------ | ---------------------------------------- |
| 1989 | Songlines                 | Ne           | Ano          | Ne           | úprava dialogů, také asistentka režiséra |
| 1991 | Freud flyttar hemifrån... | Ano          | Ne           | Ne           | režisérský debut                         |
| 1992 | Brev til Jonas            | Ano          | Ne           | Ne           | krátký film                              |
| 1993 | Rodinné záležitosti       | Ano          | Ne           | Ne           |                                          |
| 1995 | Pensionat Oskar           | Ano          | Ne           | Ne           |                                          |
| 1997 | Sekten                    | Ano          | Ano          | Ne           |                                          |
| 1999 | Ten jediný                | Ano          | Ano          | Ano          | námět, výkonná producentka               |
| 2000 | Livet är en schlager      | Ano          | Ne           | Ne           |                                          |
| 2002 | Otevřená srdce            | Ano          | Ano          | Ne           |                                          |
| 2004 | Bratři                    | Ano          | Ano          | Ne           | napsala námět                            |
| 2006 | Po svatbě                 | Ano          | Ano          | Ne           | napsala námět                            |
| 2007 | Spálené vzpomínky         | Ano          | Ne           | Ne           |                                          |
| 2010 | Lepší svět                | Ano          | Ano          | Ne           | napsala námět                            |
| 2012 | Láska mezi citróny        | Ano          | Ano          | Ne           | napsala námět                            |
| 2014 | Druhá šance               | Ano          | Ano          | Ne           | napsala námět                            |
| 2014 | Serena                    | Ano          | Ne           | Ano          |                                          |
| 2018 | V pasti                   | Ano          | Ne           | Ano          | výkonná producentka                      |

### Televize
| Rok  | Název                                      | Uvedena jako | Uvedena jako        | Uvedena jako | Poznámky           |
| Rok  | Název                                      | Režisérka    | Výkonná producentka | Poradkyně    | Poznámky           |
| ---- | ------------------------------------------ | ------------ | ------------------- | ------------ | ------------------ |
| 1988 | Fridtjof Nansens fodspor over Indlandsisen | Ne           | Ne                  | Ano          | televizní film     |
| 1993 | Luischen                                   | Ano          | Ne                  | Ne           | televizní film     |
| 2016 | Noční recepční                             | Ano          | Ano                 | Ne           | minisérie (6 dílů) |
| 2020 | Mělas to vědět                             | Ano          | Ne                  | Ne           | minisérie (6 dílů) |

### Videoklipy
- Summer Rain od Alphaville (1989)